# Remscheider Bergland
Das Remscheider Bergland ist laut dem Handbuch der naturräumlichen Gliederung Deutschlands eine Naturräumliche Einheit mit der Ordnungsnummer 338.06. Das Bergland liegt auf dem Gebiet der bergischen Großstädte Wuppertal (Stadtteile Ronsdorf und südliches Cronenberg), Remscheid (alle Stadtteile außer die östlichen Teile Lüttringhausens und Lenneps) und Solingen (Stadtteil Burg an der Wupper), sowie kleinere Teile vom nördlichen Wermelskirchen.
Sie ist in die Naturräumlichen Einheiten Remscheider Bergland (im engeren Sinne) (338.060) und Remscheider Schwelle (338.061) untergliedert.